# Jure Balažič
Jure Balažič, né le 12 septembre 1980, à Ljubljana, en République socialiste de Slovénie, est un joueur slovène de basket-ball. Il évolue au poste d'ailier fort.

## Palmarès
- Vainqueur de l'EuroChallenge 2011